# Jesus Built My Hotrod
«Jesus Built My Hotrod» (с англ. — «Господь сделал мне хот-род») — песня американской индастриал-метал-группы Ministry, пятый трек с их пятого студийного альбома Psalm 69: The Way to Succeed and the Way to Suck Eggs 1992 года. Написана Элом Йоргенсеном, Полом Баркером, Майклом Бэлчем, Биллом Рифлином и Гибби Хейнсом; спродюсирована Йоргенсеном и Баркером под псевдонимами Hypo Luxa и Hermes Pan, соответственно. Записанная с участием Хейнса в качестве вокалиста, песня характерна полиритмической структурой; отмечается сильное влияние романа Фланнери О’Коннор «Мудрая кровь» на текстовую составляющую трека.
Песня была впервые выпущена как сингл лейблами Sire и Warner Bros. осенью 1991 года и позднее вошла на Psalm 69. Неожиданный, по оценкам критиков, успех сингла и сопутствовавшего видеоклипа обеспечил успешное продвижение Psalm 69; в ретроспективе песня оценивается как одна из самых известных в репертуаре Ministry.

## Характеристика
«Jesus Built My Hotrod», длительность которой разнится в различных версиях для сингла и альбома — песня в жанрах альтернативного и индастриал-метала с элементами спид-метала, рокабилли и психобилли. Музыкальная часть трека отмечена обозревателем AllMusic Стивом Хьюи из-за полиритмической структуры — хотя ударные записаны в размере 4⁄4, основной рифф выдержан в размере 5⁄4 — довольно сложном по отношению к биту; это же сообщает Эл Йоргенсен в интервью для портала Songfacts в феврале 2012 года.

### Участие Гибби Хейнса
Вокал для «Jesus Built My Hotrod» записал вокалист Butthole Surfers Гибби Хейнс, приехавший в Чикаго в числе участников первой «Лоллапалузы»; после выступления Butthole Surfers Йоргенсен пригласил Хейнса на запись в студию Chicago Trax. Как сообщает Йоргенсен далее, Хейнс пришёл в студию в сильном опьянении, будучи не в состоянии передвигаться и сидеть; после нескольких дублей он уснул. После этого Йоргенсен провёл две-три недели у себя дома, занимаясь работой над записанным с Хейнсом материалом прежде, чем он стал представлять из себя что-то похожее на осмысленную речь.

## Выпуск и продвижение
Сингл «Jesus Built My Hotrod» был издан 7 ноября 1991 года; спустя более чем полгода песня появилась на альбоме Psalm 69. Видеоклип, поставленный на песню Полом Элледжем, получил успешную ротацию на каналах MuchMusic и MTV; помимо сцен с участием музыкантов группы, он также включил в себя кадры с гонок в рамках NASCAR, а также с соревнований по дрэг-рейсингу. В качестве обложки сингла была использована фотография двигателя Chrysler 440 Six Pack V8 1970 года выпуска, оснащённого тремя двухкамерными карбюраторами; на одном из моментов клипа показан автомобиль Plymouth GTX 1970 года выпуска (оснащённый двигателем 440 Six Barrel), едущий по улице с открытым воздухозаборником.

## Список композиций
| №                   | Название                                                                                           | Длительность |
| ------------------- | -------------------------------------------------------------------------------------------------- | ------------ |
| 1.                  | «Jesus Built My Hotrod» (Redline/Whiteline Version)                                                | 8:15         |
| 2.                  | «Jesus Built My Hotrod» (Short, Pusillanimous, So-They-Can-Fit-More-Commercials-On-The-Radio Edit) | 3:45         |
| 3.                  | «TV Song»                                                                                          | 3:12         |
| Общая длительность: | Общая длительность:                                                                                | 15:12        |

## Участники записи
Ministry
- Эл Йоргенсен — гитара (треки 1, 2), вокал (трек 3; в примечаниях не указан), программирование, сопродюсер (под псевдонимом Hypo Luxa);
- Пол Баркер[англ.] — бас-гитара, программирование, сопродюсер (под псевдонимом Hermes Pan).

Дополнительные музыканты и персонал
- Билл Рифлин — ударные, программирование;
- Майкл Бэлч — программирование (треки 1, 2);
- Гибби Хейнс — вокал и текст (треки 1, 2);
- Майк Скачча[англ.] — гитара;
- Крис Коннелли[англ.] — в записи не участвовал; отмечен как соавтор (трек 3);
- Джефф Ньюэлл — звукоинженер (кредитован как Криттер Ньюэлл);
- Хоуи Бено — монтаж (под псевдонимом Ice Ice Beno);
- Пол Элледж — дизайн.

## Позиции в чартах
| Недельные чарты                              | Недельные чарты   |
| Чарт (1992)                                  | Наивысшая позиция |
| -------------------------------------------- | ----------------- |
| Billboard Alternative Songs                  | 19                |
| Billboard Hot Dance Music/Maxi-Singles Sales | 37                |
| Рубежные чарты                               |                   |
| Чарт                                         | Позиция           |
| Festive 50 (Джон Пил, Би-би-си) (1992))      | 3                 |

## Комментарии
1. ↑  В примечаниях к синглу имя Баркера как соавтора опущено (Ministry, 1991).
2. ↑  Расширенная версия с подзаголовком «Redline/Whiteline Version» длится 8 минут 15 секунд (Ministry, 1991, список композиций [напечатан на компакт-диске]; Miller, 2014, p. 86); сокращенная версия для радио с подзаголовком «Short, Pusillanimous, So-They-Can-Fit-More-Commercials-On-The-Radio Edit» — 3 минуты 45 секунд (Ministry, 1991, список композиций [напечатан на компакт-диске]; Miller, 2014, p. 95); версия с Psalm 69 — 4 минуты 51 секунду.